# Teen Choice Awards 2016
La 18ª edizione dei Teen Choice Awards ha avuto luogo il 31 luglio 2016 nel The Forum di Inglewood, California.

## Presentatore
- Victoria Justice
- John Cena

## Performers
- Flo Rida – "My House", "Good Feeling", "Wild Ones" (ft. Bebe Rexha) and "Zillionaire"
- Charlie Puth – "We Don't Talk Anymore"
- Serayah – "Look But Don't Touch"
- Ne-Yo – "What's Going On"
- Jason Derulo – "Kiss the Sky"

## Premi

### Cinema
| Miglior film d'azione | Miglior attore in un film d'azione | Miglior attrice in un film d'azione |
| --- | --- | --- |
| - Deadpool - The Divergent Series: Allegiant - Heart of the Sea - Le origini di Moby Dick - Il libro della giungla - Maze Runner - La fuga - Spectre | - Dylan O'Brien – Maze Runner - La fuga - Chris Hemsworth – Heart of the Sea - Le origini di Moby Dick - Theo James – The Divergent Series: Allegiant - Ryan Reynolds – Deadpool - Neel Sethi – Il libro della giungla | - Shailene Woodley – The Divergent Series: Allegiant - Morena Baccarin – Deadpool - Charlotte Riley – Heart of the Sea - Le origini di Moby Dick - Kaya Scodelario – Maze Runner - La fuga - Léa Seydoux – Spectre |
| Miglior film drammatico | Miglior attore in un film drammatico | Miglior attrice in un film drammatico |
| - Miracoli dal cielo - 10 Cloverfield Lane - Creed - Nato per combattere - Sopravvissuto - The Martian - Point Break - Straight Outta Compton | - Leonardo DiCaprio – Revenant - Redivivo - Matt Damon – Sopravvissuto - The Martian - Taron Egerton – Eddie the Eagle - Il coraggio della follia - O'Shea Jackson Jr. – Straight Outta Compton - Michael B. Jordan – Creed - Nato per combattere - Jacob Tremblay – Room | - Jennifer Lawrence – Joy - Jessica Chastain – Sopravvissuto - The Martian - Jennifer Garner – Miracoli dal cielo - Brie Larson – Room - Tessa Thompson – Creed - Nato per combattere - Alicia Vikander – The Danish Girl |
| Miglior film sci-fi/fantasy | Miglior attore in un film sci-fi/fantasy | Miglior attrice in un film sci-fi/fantasy |
| - Captain America: Civil War - Batman v Superman: Dawn of Justice - Fantastic 4 - I Fantastici Quattro - Hunger Games: Il canto della rivolta - Parte 2 - Il cacciatore e la regina di ghiaccio - Star Wars - Il risveglio della Forza                                          | - Chris Evans – Captain America: Civil War - Ben Affleck – Batman v Superman: Dawn of Justice - Henry Cavill – Batman v Superman: Dawn of Justice - Robert Downey Jr. – Captain America: Civil War - Chris Hemsworth – Il cacciatore e la regina di ghiaccio - Josh Hutcherson – Hunger Games: Il canto della rivolta - Parte 2 | - Jennifer Lawrence – Hunger Games: Il canto della rivolta - Parte 2 - Amy Adams – Batman v Superman: Dawn of Justice - Scarlett Johansson – Captain America: Civil War - Chloë Grace Moretz – La quinta onda - Daisy Ridley – Star Wars - Il risveglio della Forza - Charlize Theron – Il cacciatore e la regina di ghiaccio                                                                                   |
| Miglior film commedia | Miglior attore in un film commedia | Miglior attrice in un film commedia |
| - Un poliziotto ancora in prova - La bottega del barbiere 3 - Lo stagista inaspettato - Mother's Day - Mr. Right - Zoolander 2 | - Zac Efron – Cattivi vicini 2 - Will Ferrell – Daddy's Home - Kevin Hart – Un poliziotto ancora in prova - Ice Cube – La bottega del barbiere 3 e Un poliziotto ancora in prova - Keegan-Michael Key – Keanu - Jordan Peele – Keanu | - Chloë Grace Moretz – Cattivi vicini 2 - Jennifer Aniston – Mother's Day - Anne Hathaway – Lo stagista inaspettato - Anna Kendrick – Mr. Right - Melissa McCarthy – The Boss - Nicki Minaj – La bottega del barbiere 3 |
| Miglior cattivo | Miglior intesa in un film | Miglior bacio in un film |
| - Adam Driver – Star Wars - Il risveglio della Forza - Daniel Brühl – Captain America: Civil War - Jesse Eisenberg – Batman v Superman: Dawn of Justice - Aidan Gillen – Maze Runner - La fuga - Ed Skrein – Deadpool - Charlize Theron – Il cacciatore e la regina di ghiaccio | - Thomas Brodie-Sangster e Dylan O'Brien – Maze Runner - La fuga - Robert Downey Jr., Scarlett Johansson, Don Cheadle, Paul Bettany e Chadwick Boseman – Captain America: Civil War - Chris Evans, Sebastian Stan, Anthony Mackie, Elizabeth Olsen e Jeremy Renner – Captain America: Civil War - Jennifer Lawrence e Josh Hutcherson – Hunger Games: Il canto della rivolta - Parte 2 - Daisy Ridley e John Boyega – Star Wars - Il risveglio della Forza - Shailene Woodley e Theo James – The Divergent Series: Allegiant | - Jennifer Lawrence e Josh Hutcherson – Hunger Games: Il canto della rivolta - Parte 2 - Henry Cavill e Amy Adams – Batman v Superman: Dawn of Justice - Emilia Clarke e Sam Claflin – Io prima di te - Chris Evans e Emily VanCamp – Captain America: Civil War - Chris Hemsworth e Jessica Chastain – Il cacciatore e la regina di ghiaccio - Shailene Woodley e Theo James – The Divergent Series: Allegiant |
| Miglior crisi isterica | Miglior ruba-scena in un film | Miglior stella emergente in un film |
| - Ryan Reynolds – Deadpool - Adam Driver – Star Wars - Il risveglio della Forza - Zac Efron – Cattivi vicini 2 - Kevin Hart – Un poliziotto ancora in prova - Hugh Jackman – X-Men: Apocalypse - Jason Sudeikis – The Angry Birds Movie                                         | - Jena Malone – Hunger Games: Il canto della rivolta - Parte 2 - Chadwick Boseman – Captain America: Civil War - Gal Gadot – Batman v Superman: Dawn of Justice - Tom Holland – Captain America: Civil War - Evan Peters – X-Men: Apocalypse - Miles Teller – The Divergent Series: Allegiant | - Daisy Ridley – Star Wars - Il risveglio della Forza - John Boyega – Star Wars - Il risveglio della Forza - Gal Gadot – Batman v Superman: Dawn of Justice - Brianna Hildebrand – Deadpool - Neel Sethi – Il libro della giungla - Alexandra Shipp – X-Men: Apocalypse |
| Miglior film dell'estate | Miglior attore dell'estate | Miglior attrice dell'estate |
| - Alla ricerca di Dory - Una spia e mezzo - Ghostbusters - Independence Day: Resurgence - Now You See Me 2 - X-Men: Apocalypse | - Kevin Hart – Una spia e mezzo - Stephen Amell – Tartarughe Ninja - Fuori dall'ombra - Dave Franco – Now You See Me 2 - Chris Hemsworth – Ghostbusters - Liam Hemsworth – Independence Day: Resurgence - Dwayne Johnson – Una spia e mezzo | - Ellen DeGeneres – Alla ricerca di Dory - Lizzy Caplan – Now You See Me 2 - Megan Fox – Tartarughe Ninja - Fuori dall'ombra - Blake Lively – Paradise Beach - Dentro l'incubo - Melissa McCarthy – Ghostbusters - Kristen Wiig – Ghostbusters |
| Choice AnTEENcipated Movie | Choice Movie Actor: AnTEENcipated | Choice Movie Actress: AnTEENcipated |
| - Suicide Squad - Animali fantastici e dove trovarli - Jason Bourne - Rogue One: A Star Wars Story - Star Trek Beyond - Trolls | - Dylan O'Brien – Deepwater - Inferno sull'oceano - Matt Damon – Jason Bourne - Scott Eastwood – Suicide Squad - Chris Pine – Star Trek Beyond - Chris Pratt – I magnifici 7 - Will Smith – Suicide Squad | - Cara Delevingne – Suicide Squad - Anna Kendrick – The Hollars - Margot Robbie – Suicide Squad - Britt Robertson – Lo spazio che ci unisce - Zoe Saldana – Star Trek Beyond - Alicia Vikander – Jason Bourne |

### Musica
| Miglior artista maschile | Miglior artista femminile | Miglior gruppo musicale |
| --- | --- | --- |
| - Justin Bieber - Drake - Nick Jonas - Zayn Malik - Shawn Mendes - Charlie Puth | - Selena Gomez - Beyoncé - Ariana Grande - Demi Lovato - Rihanna - Taylor Swift | - One Direction - 5 Seconds of Summer - The Chainsmokers - DNCE - Fall Out Boy - Fifth Harmony |
| Miglior artista R&B/hip-hop | Miglior artista country | Miglior brano femminile |
| - Beyoncé - Iggy Azalea - Jason Derulo - Drake - Nicki Minaj - The Weeknd | - Carrie Underwood - Kelsea Ballerini - Luke Bryan - Hunter Hayes - Sam Hunt - Blake Shelton | - "Dangerous Woman" – Ariana Grande - "Confident" – Demi Lovato - "Hands to Myself" – Selena Gomez - "Hello" – Adele - "New Romantics" – Taylor Swift - "No" – Meghan Trainor                                                                                    |
| Miglior brano maschile | Miglior brano di un gruppo musicale | Miglior artista internazionale |
| - "Sorry" – Justin Bieber - "Close" – Nick Jonas featuring Tove Lo - "My House" – Flo Rida - "One Call Away" – Charlie Puth - "Pillowtalk" – Zayn Malik - "Youth" – Troye Sivan                                                                                          | - "Home" – One Direction - "Cake by the Ocean" – DNCE - "She's Kinda Hot" – 5 Seconds of Summer - "Stressed Out" – Twenty One Pilots - "Wake Up" – The Vamps - "Work from Home" – Fifth Harmony featuring Ty Dolla Sign | - Little Mix - J Balvin - Exo - Girls' Generation - Zara Larsson - Super Junior |
| Miglior brano country | Miglior brano R&B/hip-hop | Miglior brano rock |
| - "Without a Fight" – Brad Paisley featuring Demi Lovato - "Church Bells" – Carrie Underwood - "Go Ahead and Break My Heart" – Blake Shelton featuring Gwen Stefani - "H.O.L.Y." – Florida Georgia Line - "Make You Miss Me" – Sam Hunt - "Peter Pan" – Kelsea Ballerini | - "One Dance" – Drake - "Chasing the Sky" – The cast of Empire - "Panda" – Desiigner - "Something New" – Zendaya featuring Chris Brown - "Team" – Iggy Azalea - "Work" – Rihanna | - "Jet Black Heart" – 5 Seconds of Summer - "America's Sweetheart" – Elle King - "HandClap" – Fitz and the Tantrums - "Stressed Out" – Twenty One Pilots - "Walking on a Dream" – Empire of the Sun - "Wherever I Go" – OneRepublic                              |
| Miglior canzone d'amore | Miglior canzone break-up (rottura storia d'amore) | Miglior canzone dell'estate |
| - "Perfect" – One Direction - "Close" – Nick Jonas featuring Tove Lo - "Hands to Myself" – Selena Gomez - "Into You" – Ariana Grande - "Secret Love Song" – Little Mix - "Vapor" – 5 Seconds of Summer                                                                   | - "Love Yourself" – Justin Bieber - "I Know What You Did Last Summer" – Shawn Mendes e Camila Cabello - "Never Forget You" – Zara Larsson e MNEK - "Same Old Love" – Selena Gomez - "Stone Cold" – Demi Lovato - "We Don't Talk Anymore" – Charlie Puth featuring Selena Gomez                                                                                      | - "Work from Home" – Fifth Harmony featuring Ty Dolla Sign - "7 Years" – Lukas Graham - "Cake by the Ocean" – DNCE - "Can't Stop the Feeling!" – Justin Timberlake - "Like I Would" – Zayn Malik - "This Is What You Came For" – Calvin Harris featuring Rihanna |
| Miglior star musicale femminile dell'estate | Miglior star musicale maschile dell'estate | Miglior gruppo musicale dell'estate |
| - Selena Gomez - Ariana Grande - Demi Lovato - Pink - Rihanna - Gwen Stefani | - Zayn Malik - Justin Bieber - Drake - Nick Jonas - Shawn Mendes - Pitbull | - 5 Seconds of Summer - The 1975 - The Chainsmokers - DNCE - Fifth Harmony - OneRepublic |
| Miglior tour dell'estate | Miglior party song | Miglior artista emergente |
| - Sounds Live Feels Live Tour – 5 Seconds of Summer - The 7/27 Tour – Fifth Harmony - Future Now Tour – Demi Lovato e Nick Jonas - Purpose World Tour – Justin Bieber - Revival Tour – Selena Gomez - Shawn Mendes World Tour – Shawn Mendes                             | - "Cake by the Ocean" – DNCE - "Break a Sweat" – Becky G - "Can't Stop the Feeling!" – Justin Timberlake - "Cheap Thrills" – Sia featuring Sean Paul - "My House" – Flo Rida - "This Is What You Came For" – Calvin Harris featuring Rihanna | - Zayn Malik - Alessia Cara - DNCE - Bea Miller - Charlie Puth - Troye Sivan |
| Miglior "Next Big Thing" | Miglior canzone da un film o uno show TV | |
| - Hey Violet - Ruth B - Sofia Carson - Grace - New District - Leroy Sanchez | - "I'm in Love with a Monster" from Hotel Transylvania 2 – Fifth Harmony - "Can't Stop the Feeling" from Trolls – Justin Timberlake - "Castle" from Il cacciatore e la regina di ghiaccio – Halsey - "I Will Survive" from The Angry Birds Movie – Demi Lovato - "Just like Fire" da Alice attraverso lo specchio – Pink - "Try Everything" from Zootopia – Shakira | |

### Televisione
| Miglior serie TV drammatica | Miglior attore in una serie TV drammatica | Miglior attrice in una serie TV drammatica |
| --- | --- | --- |
| - Pretty Little Liars - Empire - Gotham - Grey's Anatomy - Rosewood - Shades of Blue | - Ian Harding – Pretty Little Liars - Keegan Allen – Pretty Little Liars - Tyler Blackburn – Pretty Little Liars - Terrence Howard – Empire - Ben McKenzie – Gotham - Jussie Smollett – Empire                                                                                                | - Ashley Benson – Pretty Little Liars - Troian Bellisario – Pretty Little Liars - Taraji P. Henson – Empire - Jennifer Lopez – Shades of Blue - Maia Mitchell – The Fosters - Kerry Washington – Scandal   |
| Miglior serie TV fantasy/sci-fi | Miglior attore in una serie TV fantasy/sci-fi | Miglior attrice in una serie TV fantasy/sci-fi |
| - C'era una volta - Arrow - The Flash - iZombie - Supernatural - The Vampire Diaries | - Grant Gustin – The Flash - Andrew Lincoln – The Walking Dead - Joseph Morgan – The Originals - Jared Padalecki – Supernatural - Ian Somerhalder – The Vampire Diaries - Paul Wesley – The Vampire Diaries                                                                                   | - Lana Parrilla – Once Upon a Time - Kat Graham – The Vampire Diaries - Candice Accola – The Vampire Diaries - Danielle Panabaker – The Flash - Emily Bett Rickards – Arrow - Eliza Taylor – The 100       |
| Miglior serie TV commedia | Miglior attore in una serie TV commedia | Miglior attrice in una serie TV commedia |
| - Le amiche di mamma - Austin & Ally - Jane the Virgin - Liv and Maddie - Modern Family - Scream Queens | - Ross Lynch – Austin & Ally - Anthony Anderson – Black-ish - Jaime Camil – Jane the Virgin - Taylor Lautner – Cuckoo - Jim Parsons – The Big Bang Theory - Andy Samberg – Brooklyn Nine-Nine                                                                                                 | - Candace Cameron Bure – Le amiche di mamma - Dove Cameron – Liv and Maddie - Laura Marano – Austin & Ally - Lea Michele – Scream Queens - Emma Roberts – Scream Queens - Gina Rodriguez – Jane the Virgin |
| Miglior serie animata | Miglior reality show | Miglior cattivo in una serie TV |
| - I Griffin - Wicked World - Gravity Falls - Avventura nella foresta dei misteri - I Simpson - Steven Universe | - Keeping Up with the Kardashians - Dance Moms - MasterChef Junior - Mob Wives - Total Divas - The Voice | - Janel Parrish – Pretty Little Liars - Brett Dalton – Agents of S.H.I.E.L.D. - Greg Germann – C'era una volta - Lea Michele – Scream Queens - Cameron Monaghan – Gotham - Teddy Sears – The Flash         |
| Miglior ruba-scena in una serie TV | Miglior star emergente in una serie TV | Miglior serie TV emergente |
| - Sasha Pieterse – Pretty Little Liars - Misha Collins – Supernatural - Becky G – Empire - Tahj Mowry – Baby Daddy - Serayah McNeill – Empire - Hudson Yang – Fresh Off the Boat | - Matthew Daddario – Shadowhunters - Priyanka Chopra – Quantico - Tom Ellis – Lucifer - Emma Ishta – Stitchers - Katherine McNamara – Shadowhunters - Cam Newton – All In with Cam Newton | - Shadowhunters - Legends of Tomorrow - Lucifer - Quantico - Stitchers - Supergirl |
| Miglior intesa in una serie TV | Miglior bacio in una serie TV | Miglior show TV dell'estate |
| - Ashley Benson e Tyler Blackburn – Pretty Little Liars - Candace Cameron Bure, Jodie Sweetin e Andrea Barber – Le amiche di mamma - Kat Graham e Ian Somerhalder – The Vampire Diaries - Jensen Ackles e Misha Collins – Supernatural - Candice Patton e Grant Gustin – The Flash - Eliza Taylor e Bob Morley – The 100 | - Jennifer Morrison e Colin O'Donoghue – C'era una volta - Chelsea Kane e Derek Theler – Baby Daddy - Candice King e Paul Wesley – The Vampire Diaries - Candice Patton e Grant Gustin – The Flash - Leah Pipes e Joseph Morgan – The Originals - Emily Bett Rickards e Stephen Amell – Arrow | - Teen Wolf - Baby Daddy - The Fosters - Girl Meets World - So You Think You Can Dance - Young & Hungry - Cuori in cucina                                                                                  |
| Miglior star TV maschile dell'estate | Miglior star TV femminile dell'estate | |
| - Dylan O'Brien – Teen Wolf - Jean-Luc Bilodeau – Baby Daddy - David Lambert – The Fosters - Peyton Meyer – Girl Meets World - Tyler Posey – Teen Wolf - Gregg Sulkin – Faking It - Più che amiche | - Shelley Hennig – Teen Wolf - Rowan Blanchard – Girl Meets World - Lucy Hale – Pretty Little Liars - Shay Mitchell – Pretty Little Liars - Emily Osment – Young & Hungry - Cuori in cucina - Cierra Ramirez – The Fosters                                                                    | |

### Web
| Miglior star femminile nel web                                                                    | Miglior star maschile nel web                                                                     | Miglior comico nel web                                                                   |
| ------------------------------------------------------------------------------------------------- | ------------------------------------------------------------------------------------------------- | ---------------------------------------------------------------------------------------- |
| - Lilly Singh - Colleen Ballinger - Eva Gutowski - Gabbie Hanna - Jenn McAllister - Bethany Mota  | - The Dolan Twins - Cameron Dallas - Joey Graceffa - Hayes Grier - Nash Grier - Tyler Oakley      | - Lilly Singh - Colleen Ballinger - GloZell - Ryan Higa - The Janoskians - Smosh         |
| Più fashion nel web                                                                               | Re dei social media                                                                               | Regina dei social media                                                                  |
| - Bethany Mota - Kandee Johnson - Rachel Levin - Bunny Meyer - Niki and Gabi - Michelle Phan      | - Cameron Dallas - Justin Bieber - LeBron James - Dwayne Johnson - Zayn Malik - Kanye West        | - Fifth Harmony - Miley Cyrus - Gigi Hadid - Kim Kardashian - Lady Gaga - Britney Spears |
| Miglior artista musicale nel web                                                                  | Miglior youtuber                                                                                  | Miglior twit                                                                             |
| - Christina Grimmie - Boyce Avenue - Chloe X Halle - Cimorelli - MattyBRaps - Johnny Orlando      | - The Dolan Twins - Meg DeAngelis - Connor Franta - Eva Gutowski - Kian Lawley - Lilly Singh      | - Justin Bieber - Kevin Hart - Lady Gaga - Katy Perry - Britney Spears - Kanye West      |
| Choice Viner                                                                                      | Miglior instagrammer                                                                              | Miglior Snapchatter                                                                      |
| - Lele Pons - Matthew Espinosa - Gabbie Hanna - Zach King - Josh Peck - Thomas Sanders            | - Selena Gomez - Justin Bieber - Blake Grey - Kim Kardashian - Hunter Rowland - Britney Spears    | - Kylie Jenner - Taylor Caniff - Gigi Hadid - DJ Khaled - Logan Paul - Brandon Rowland   |
| Miglior Muser                                                                                     | Miglior fandom                                                                                    |                                                                                          |
| - Baby Ariel - Loren Beech - Kristen Hancher - Ariana Renee - Jacob Sartorius - Mackenzie Ziegler | - One Direction - 5 Seconds of Summer - Justin Bieber - Fifth Harmony - Zayn Malik - Super Junior |                                                                                          |

### Fashion
| Donna più sexy                                                                             | Uomo più sexy                                                                                  | Uomo più fashion                                                                             | Donna più fashion                                                        |
| ------------------------------------------------------------------------------------------ | ---------------------------------------------------------------------------------------------- | -------------------------------------------------------------------------------------------- | ------------------------------------------------------------------------ |
| - Kendall Jenner - Hailey Baldwin - Selena Gomez - Gigi Hadid - Demi Lovato - Bella Thorne | - Harry Styles - Justin Bieber - Cameron Dallas - Austin Mahone - Zayn Malik - Jussie Smollett | - Nick Jonas - Brooklyn Beckham - Bryshere Y. Gray - Colton Haynes - Zayn Malik - Kanye West | - Zendaya - Becky G - Kesha - Blake Lively - Willow Smith - Bella Thorne |

### Sport
| Miglior atleta maschile                                                                       | Miglior atleta femminile                                                                         | Miglior gruppo sportivo |
| --------------------------------------------------------------------------------------------- | ------------------------------------------------------------------------------------------------ | --- |
| - Stephen Curry - Kobe Bryant - John Cena - Peyton Manning - Roman Reigns - Cristiano Ronaldo | - The Bella Twins - Simone Biles - Alex Morgan - Danica Patrick - Ronda Rousey - Serena Williams | - Stati Uniti d'America ai Giochi della XXXI Olimpiade - Cleveland Cavaliers - Denver Broncos - Barcellona - Golden State Warriors - San Jose Sharks |

### Altro
| Miglior comico                                                                           | Miglior ballerino/a                                                                                 | Miglior modella                                                                              | Miglior selfie taker                                                                      |
| ---------------------------------------------------------------------------------------- | --------------------------------------------------------------------------------------------------- | -------------------------------------------------------------------------------------------- | ----------------------------------------------------------------------------------------- |
| - Ellen DeGeneres - Aziz Ansari - James Corden - Jordan Doww - Jimmy Fallon - Kevin Hart | - Maddie Ziegler - Misty Copeland - Kalani Hilliker - Derek Hough - Julianne Hough - Chloe Lukasiak | - Kendall Jenner - Hailey Baldwin - Ashley Graham - Gigi Hadid - Winnie Harlow - Chanel Iman | - Ariana Grande - Justin Bieber - Miley Cyrus - Kylie Jenner - Kim Kardashian - Lady Gaga |